# محطة قطار الرغاية الصناعية
محطة قطار الرغاية الصناعية هي محطة قطارات بالرغاية الصناعية في ولاية الجزائر تقع قرب الشركة الوطنية للعربات الصناعية والطريق الوطني رقم 5، وتنطلق منها أنواع عديدة من القطارات على اختلاف درجاتها إلى جميع نواحي الجزائر.

## التاريخ

### الإنشاء
تم البدء في إنشاء محطة قطار الرغاية الصناعية أثناء الاحتلال الفرنسي للجزائر مباشرة بعد المصادقة على مشروع «خط سكة حديد من الحراش إلى الرغاية» بتاريخ 20 ديسمبر 1877م.
وتم تدعيم مكانة هذه المحطة بعد المصادقة الأخرى على مشروع خط سكة حديد من الرغاية إلى الثنية بتاريخ 3 ديسمبر 1878م.
وتكفلت شركة السكك الحديدية للشرق الجزائري [الفرنسية] بإنجاز هذا المشروع إلى غاية شهر سبتمبر 1881م.
وتم إنهاء بناء محطة قطار الرغاية الصناعية وتدشينها بتاريخ 5 أوت 1879م أثناء إنجاز خط سكة حديد من الجزائر إلى سكيكدة.

### الازدواجية
تمت إعادة بناء محطة قطار الرغاية الصناعية وترقية سكة حديدها من مسار فردي إلى مسار مزدوج في العام 1987م.
وتم هذا التحديث بواسطة «اتفاق تعاون في السكك الحديدية» ما بين الجزائر والنمسا يقضي آنذاك بإنجاز العديد من المشاريع خاصة في ضاحية الجزائر ما بين الحراش والثنية على مسار مزدوج.
وقد ساهمت الشركات النمساوية بالتقانة والتجربة في تطوير محطة قطار الرغاية الصناعية ومحيطها، عبر مراحل التخطيط والهندسة المدنية المتخصصة وإشارات السكك الحديدية وسكة الحديد المكهربة · .

### الكهربة
يُعتبر خط سكة الحديد الذي يعبر «محطة قطار الرغاية الصناعية» من أهم خطوط السكة الحديدية في الجزائر بمعدل 63 قطارا لنقل المسافرين يوميا.
وقد تم تحويل سكة حديد هذه المحطة إلى سكة حديد مكهربة بجهد كهربائي شدته 25 000 فولط ما بين محطة قطار القصبة ومحطة قطار الثنية على مسافة 53.5 كلم في شهر جانفي 2009م.
وقامت شركة الشركة الوطنية للنقل بالسكك الحديدية، مع شركات أخرى مثل ألستوم والمجمع الصيني لأشغال السكك الحديدية وسيمنز وأبينغوا ومجموعة حداد وأنفراراي، بتطوير إشارات السكك الحديدية والاتصالات بين القطارات على مستوى هذه المحطة وهذا الخط المكهرب · .

## الخطوط والمحطات الموصولة

### خط سكة حديد من الرغاية إلى الحراش
|  |   |  | محطات القطار     | بلدية            | الربط بالقطار والترامواي      | الربط بالمترو                                                        |
|  | - |  | ---------------- | ---------------- | ----------------------------- | -------------------------------------------------------------------- |
|  | ● |  | الحراش           | الحراش           | • جسر قسنطينة • قطار المقارية | • محطة مترو قطار الحراش [الفرنسية] • محطة مترو وسط الحراش [الفرنسية] |
|  | ● |  | وادي السمار      | وادي السمار      |                               |                                                                      |
|  | ● |  | باب الزوار       | باب الزوار       |                               |                                                                      |
|  | ● |  | الدار البيضاء    | الدار البيضاء    |                               |                                                                      |
|  | ● |  | الرويبة          | الرويبة          |                               |                                                                      |
|  | ● |  | الرويبة الصناعية | الرويبة الصناعية |                               |                                                                      |
|  | ● |  | الرويبة سوناكوم  | الرويبة الصناعية |                               |                                                                      |
|  | ● |  | الرغاية الصناعية | الرغاية          |                               |                                                                      |
|  | ● |  | الرغاية          | الرغاية          | • الثنية • تيزي وزو • البويرة |                                                                      |

## مكتبة الصور

الشركة الوطنية للعربات الصناعية
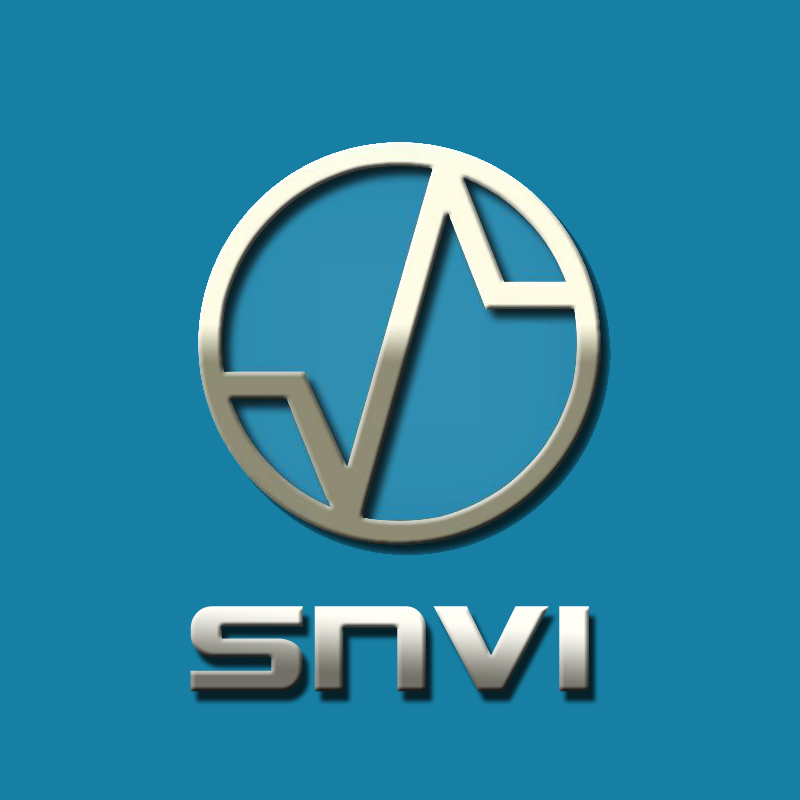
الشركة الوطنية للعربات الصناعية
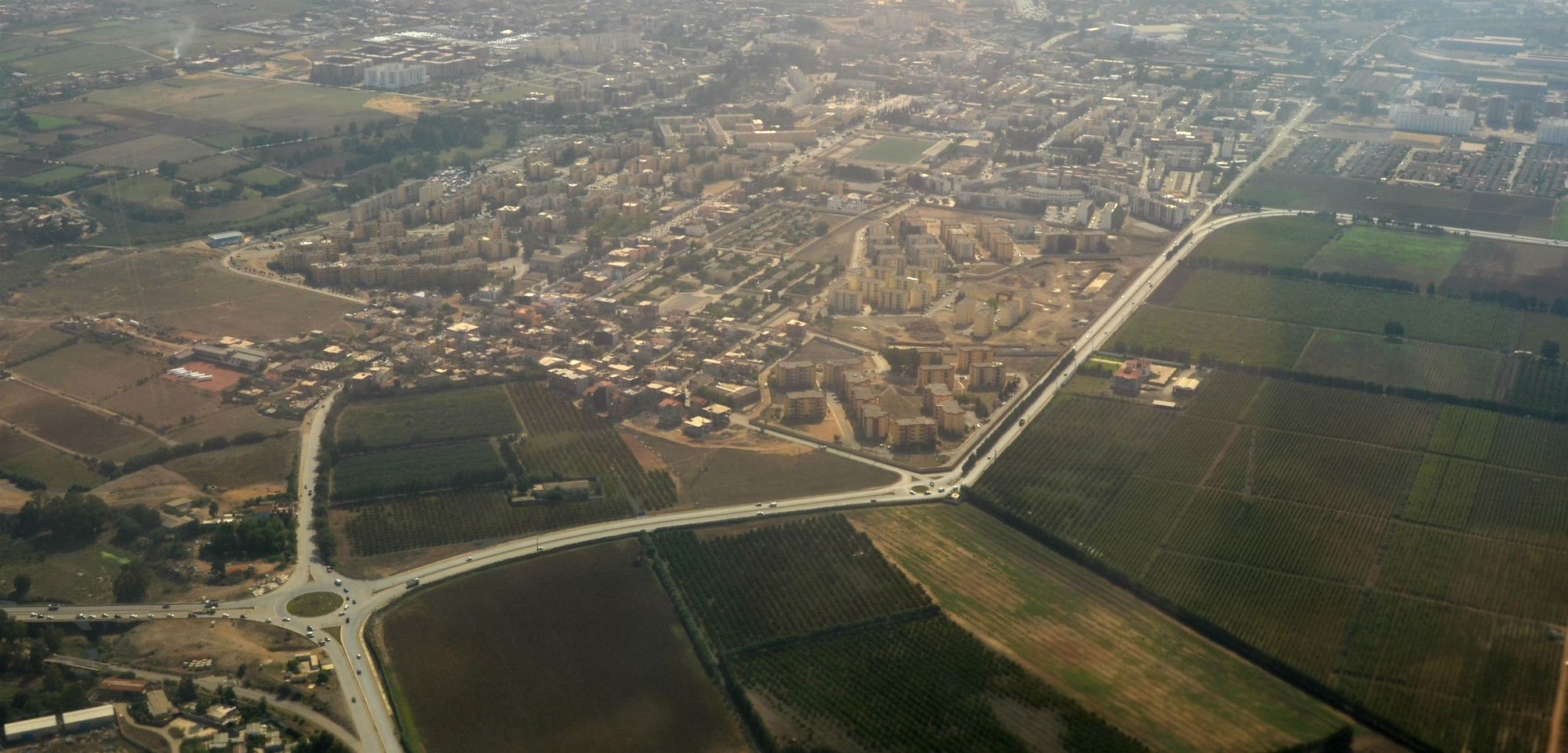
تصوير جوي لمدينة الرغاية
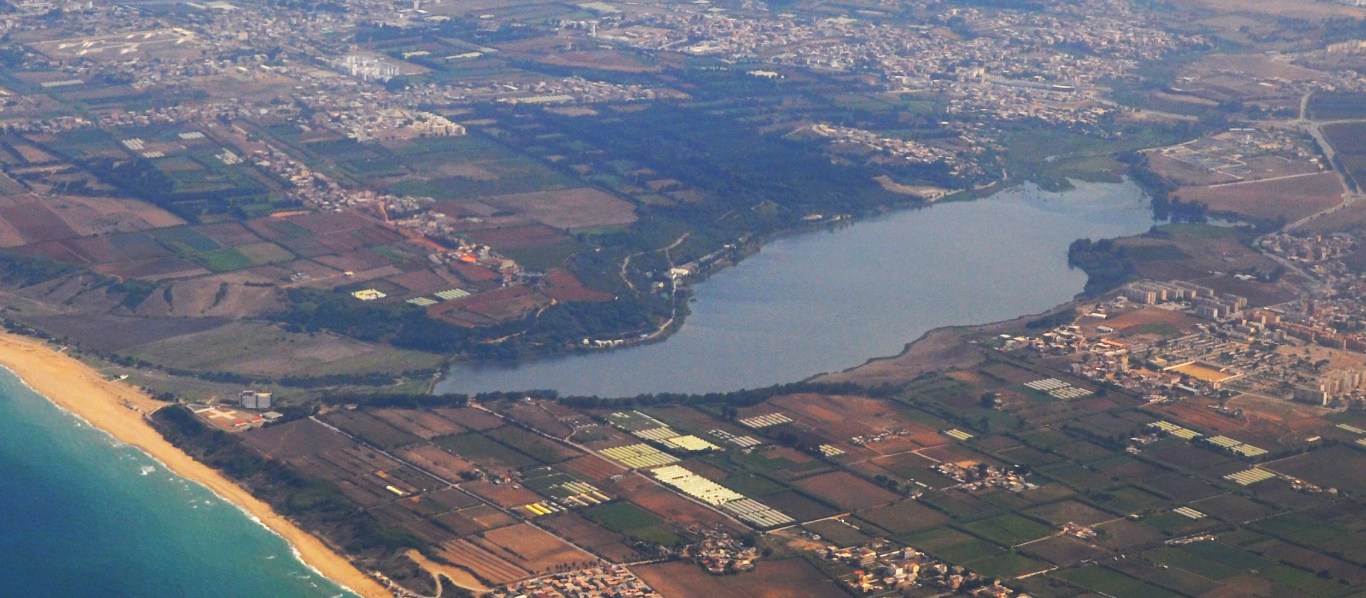
بحيرة الرغاية
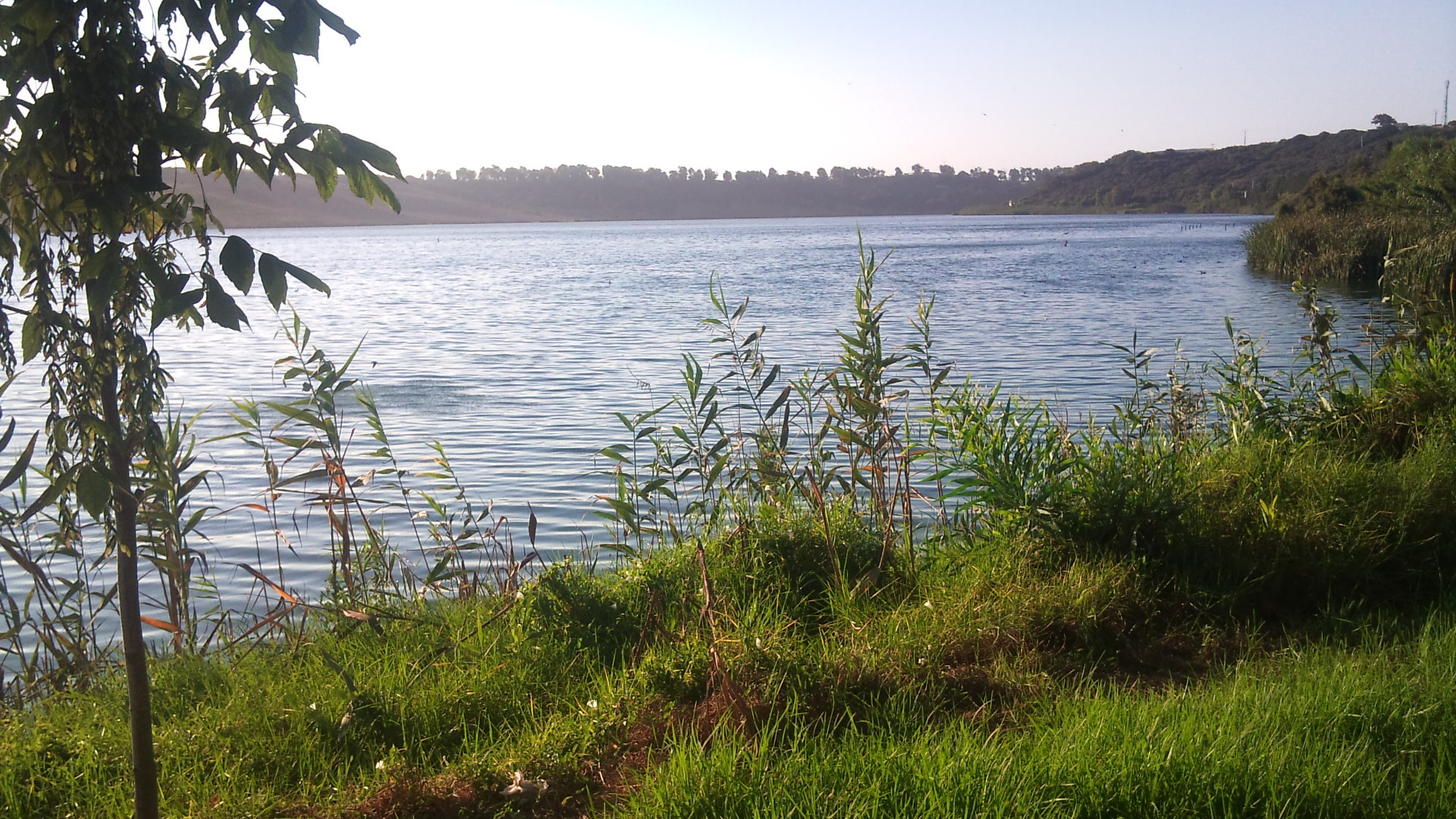
بحيرة الرغاية
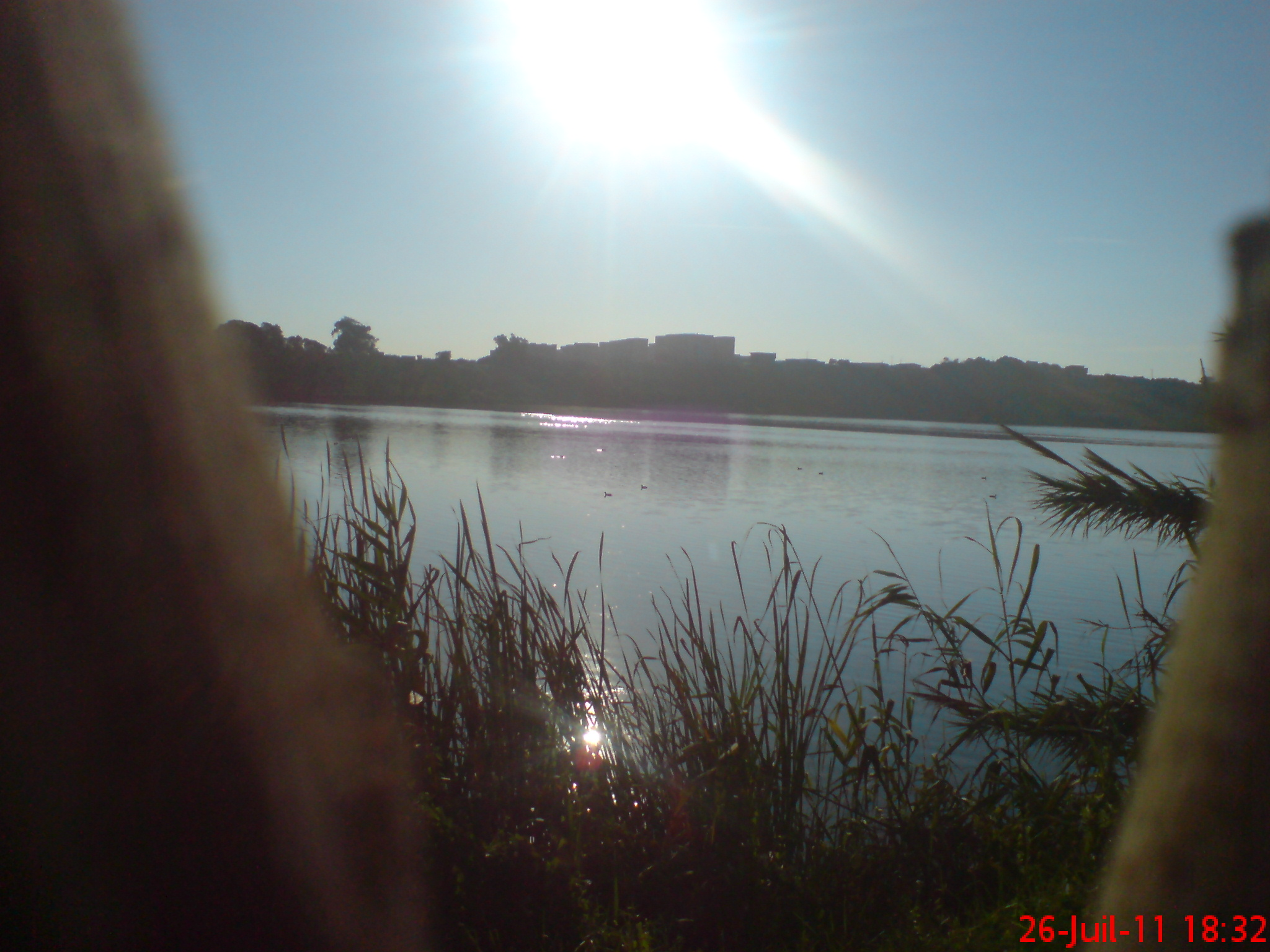
بحيرة الرغاية
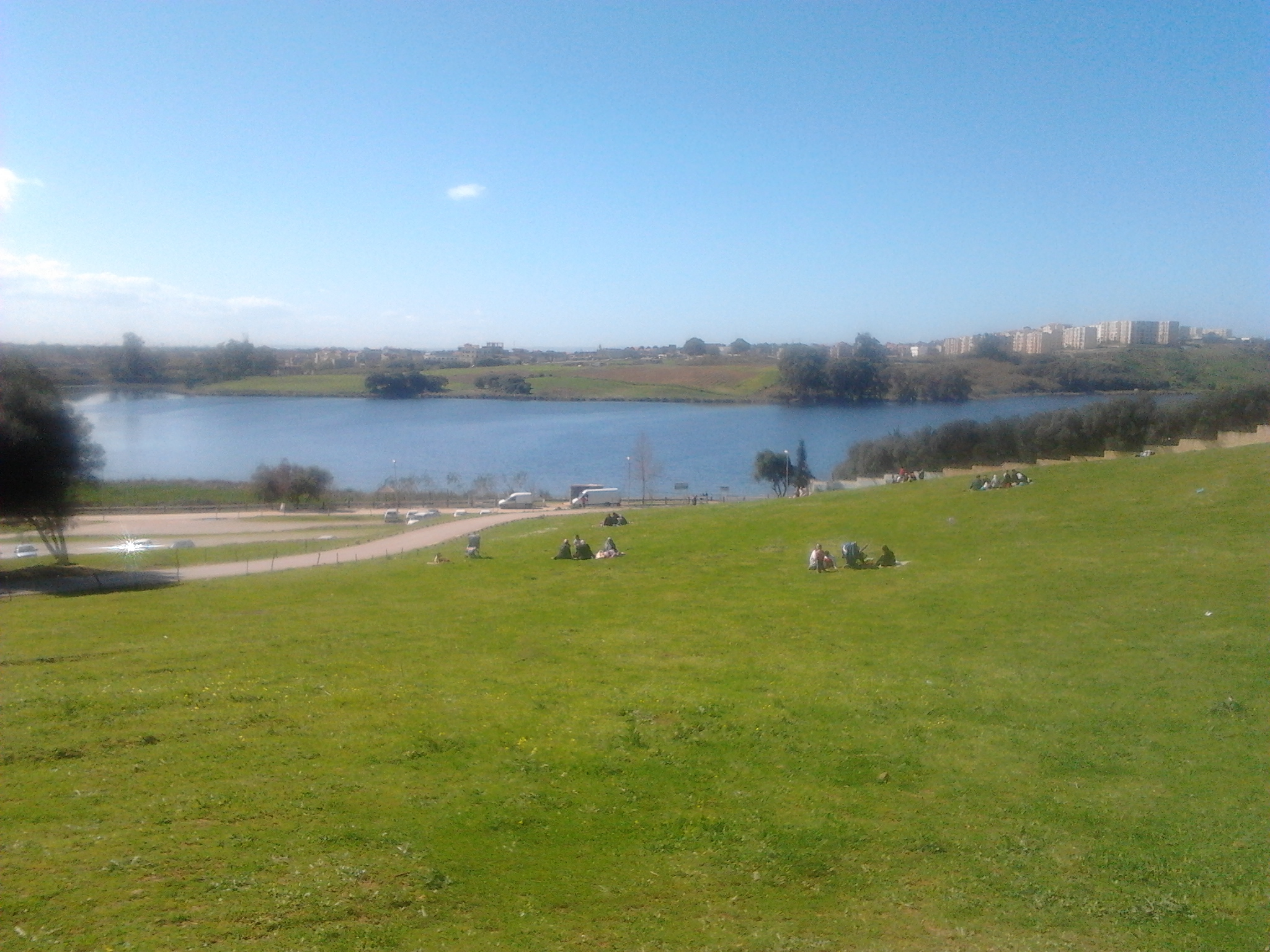
تصوير جوي لبحيرة الرغاية
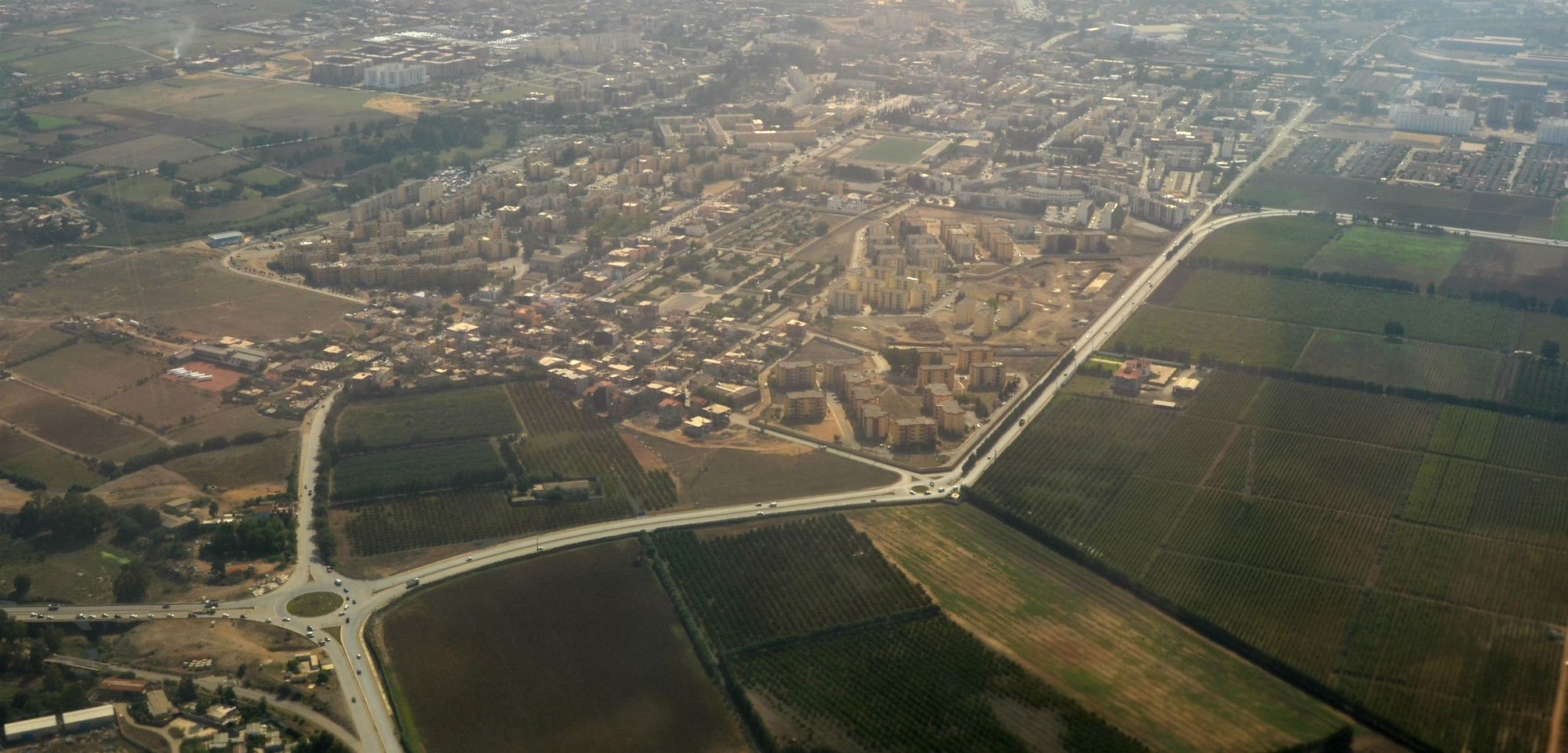
الطريق الوطني رقم 5
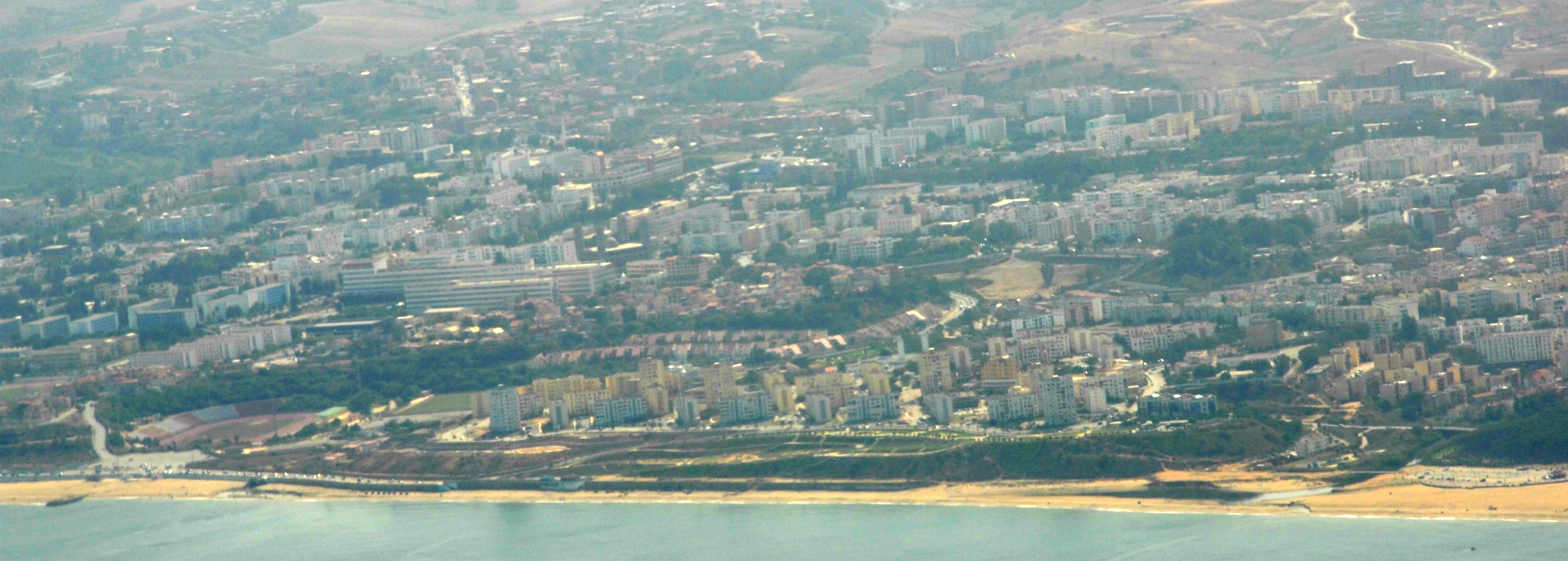
الطريق الوطني رقم 24
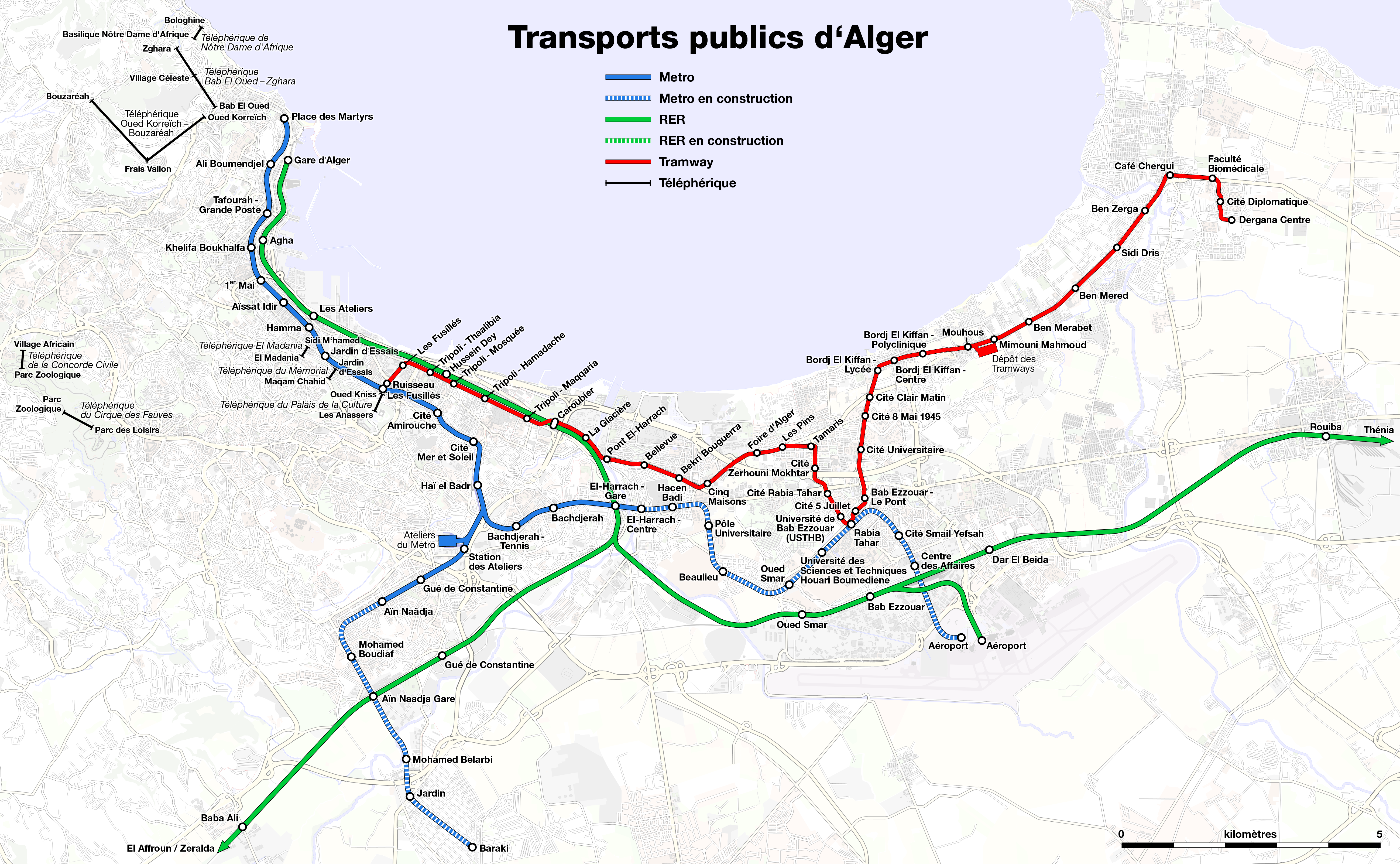
مترو الجزائر وترامواي الجزائر العاصمة
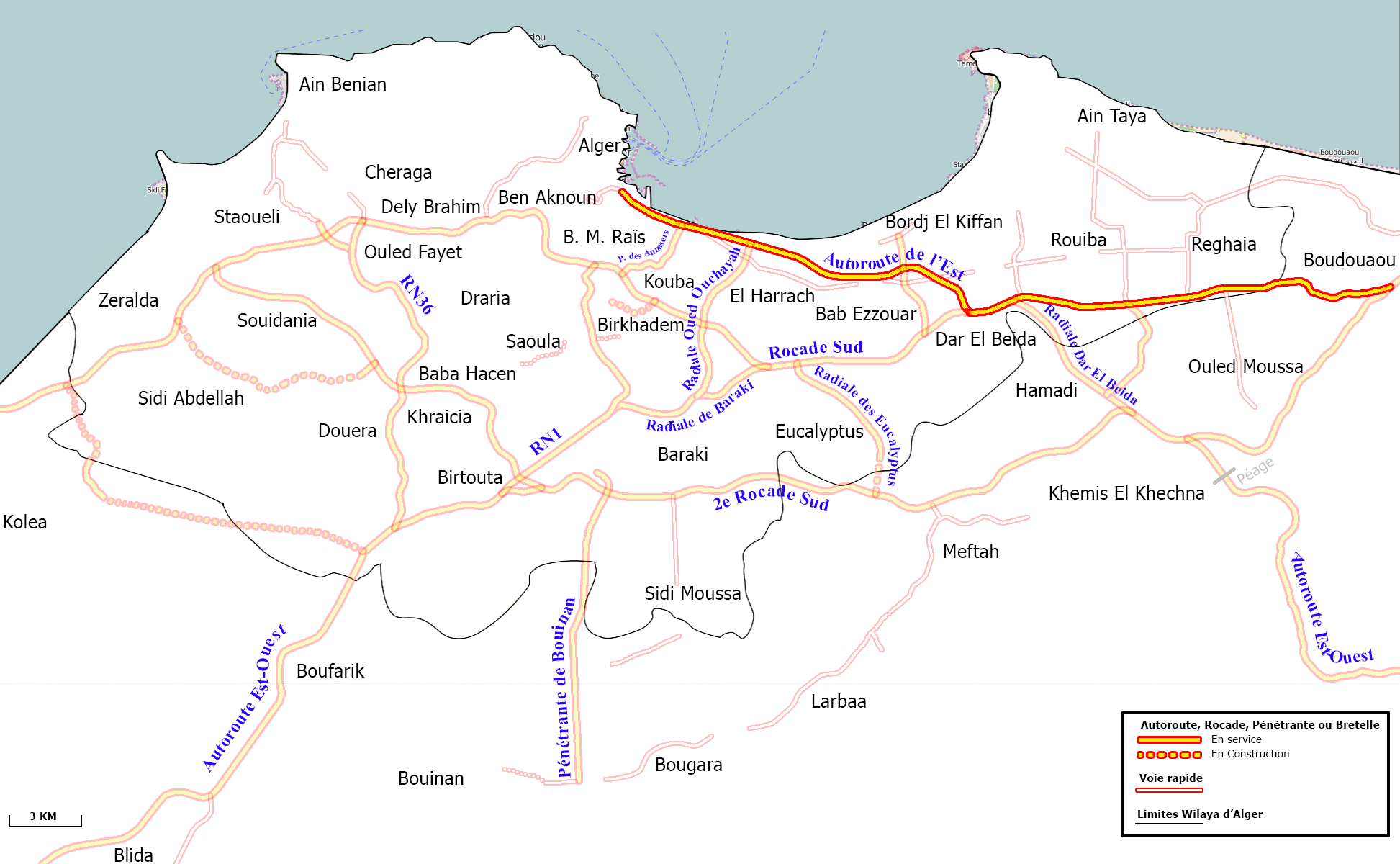
النقل في ولاية الجزائر
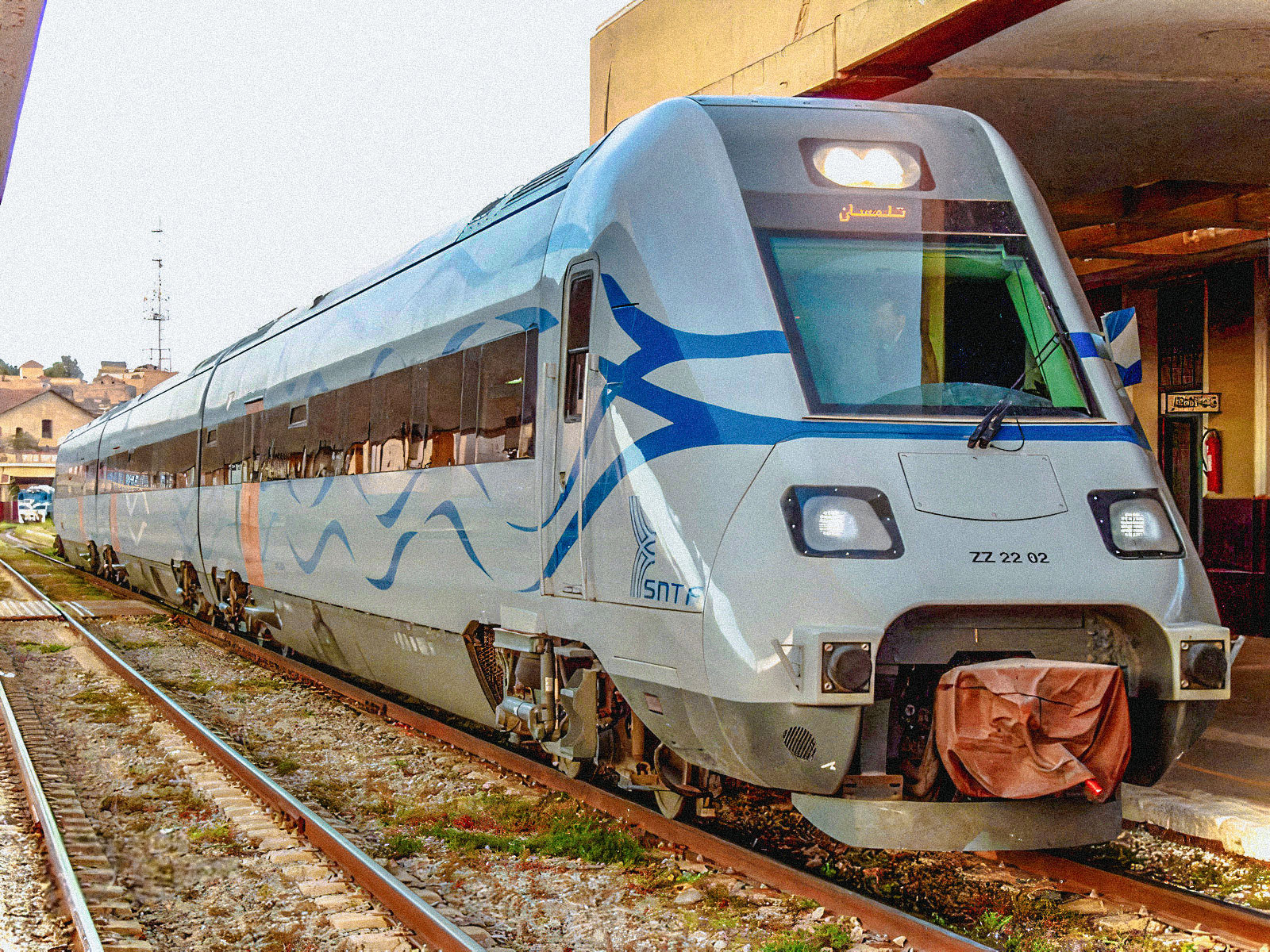
الشركة الوطنية للنقل بالسكك الحديدية
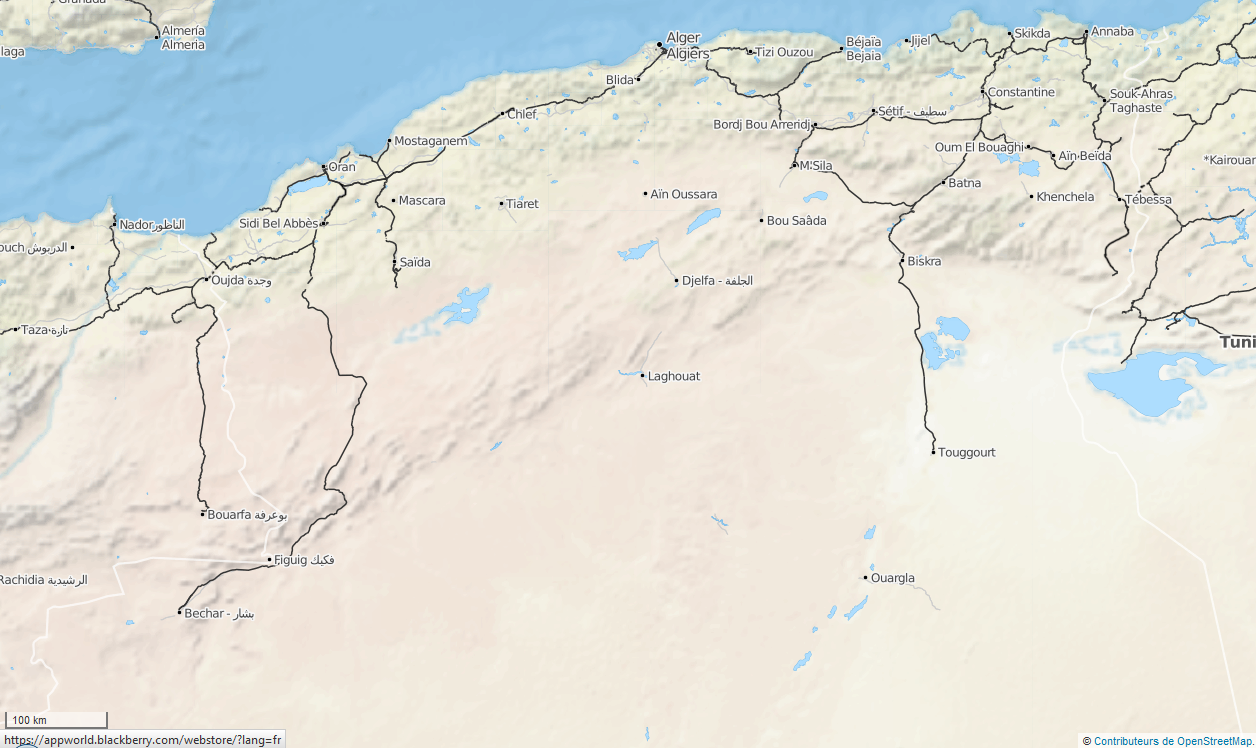
النقل بالسكة الحديدية في الجزائر

### مواضيع ذات صلة
- وزارة النقل الجزائرية
- الشركة الوطنية للنقل بالسكك الحديدية
- النقل في الجزائر
- محطات السكك الحديدية في الجزائر
- النقل بالسكة الحديدية في الجزائر
- النقل في ولاية الجزائر
- تاريخ السكك الحديدية الجزائرية
- قائمة خطوط السكة الحديدية في الجزائر
- الوكالة الوطنية لدراسة ومتابعة إنجاز الاستثمارات في السكك الحديدية
- قائمة محطات القطار في الجزائر
- شركة السكك الحديدية للشرق الجزائري [الفرنسية]
- خط سكة حديد من الجزائر إلى سكيكدة
- الطريق الوطني رقم 5
- الطريق الوطني رقم 24

### فيديوهات
- محطة قطار الرغاية الصناعية على يوتيوب

### وصلات خارجية
- الموقع الرسمي للشركة الوطنية للنقل بالسكك الحديدية